# Оніхімовський Віктор Павлович
Ві́ктор Па́влович Оніхімо́вський — український державний діяч, Генеральний писар, керуючий справами Народного секретаріату України.

## З життєпису
У травні 1920 року у Вінниці — в. о. державного секретаря — 2 травня посвідчує «Деклярацію правительства В. Прокоповича»; Закон «Про деякі зміни закону з дня 26 січня 1919 року про Надзвичайні Військові Суди» від 4 серпня 1920 року; Закон про тимчасове верховне управління та порядок законодавства в Українській Народній Республіці 12 листопада 1920 року.
Виконував обов'язки генерального секретаря до 13 січня 1921 року.